# اسپندل (کالیفرنیا)
اسپندل (به انگلیسی: Aspendell) یک منطقهٔ مسکونی در ایالات متحده آمریکا است که در شهرستان اینیو، کالیفرنیا واقع شده‌است. اسپندل ۲٬۵۶۳ متر بالاتر از سطح دریا قرار دارد.